# Wojciech Biechoński

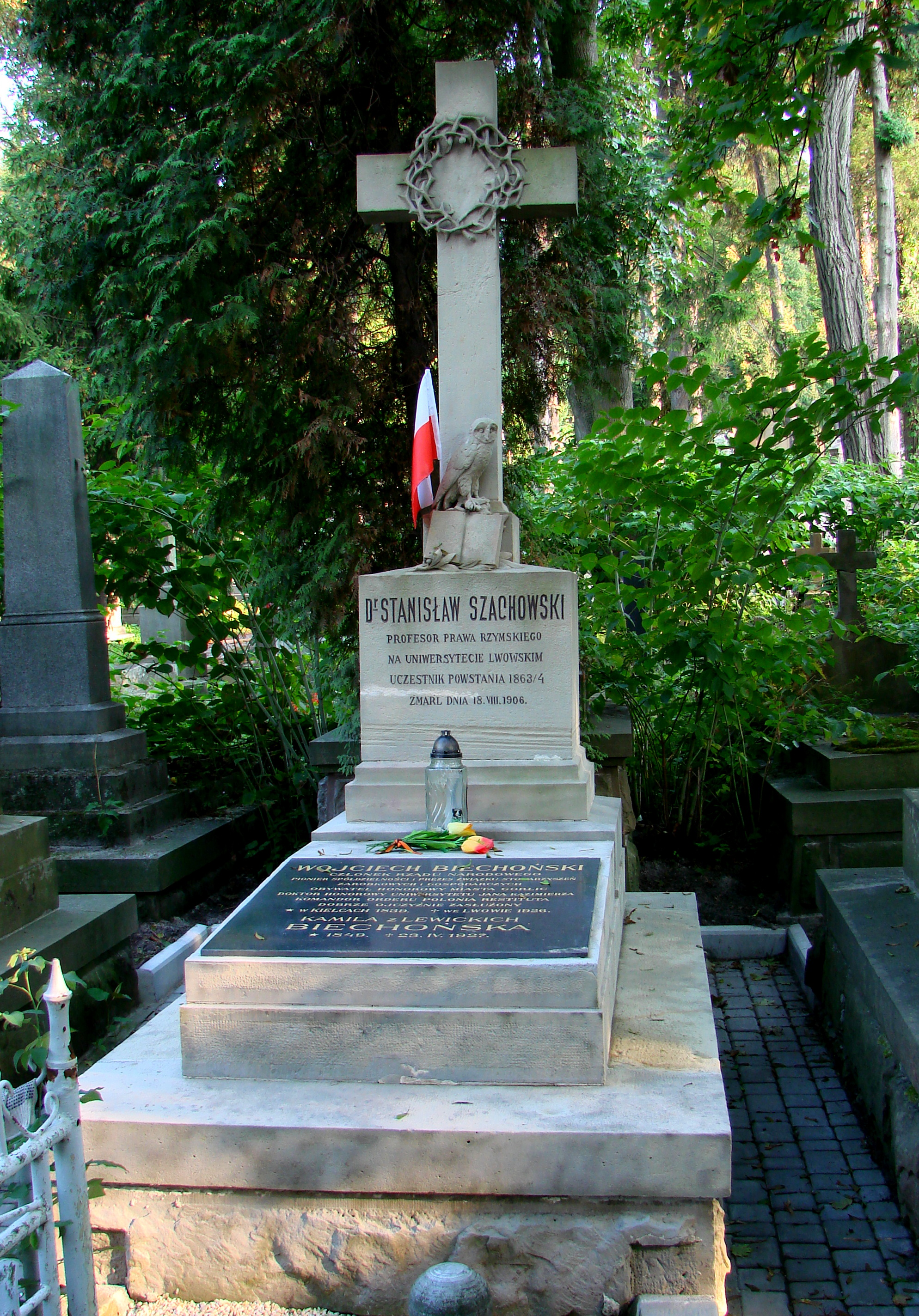
Grób Wojciecha Biechońskiego we Lwowie

Wojciech Biechoński (ur. 1839 w Kielcach, zm. 31 grudnia 1926 we Lwowie) – polski działacz spółdzielczy i oświatowy, urzędnik, komisarz rządowy na województwo krakowskie w czasie powstania styczniowego.

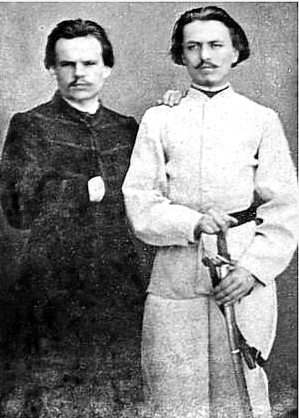
Wojciech Biechoński i Roman Rogiński (po prawej) w Polskiej
Szkoły Wojskowej w Cuneo przed 1863

## Życiorys
W 1857 ukończył Szkołę Wyższą Realną w Kielcach.
Pracował jako urzędnik Komisji Skarbu. Od 1859 należał do organizacji narodowej. W 1861 wyjechał do Włoch. Przeszedł całkowity kurs Polskiej Szkoły Wojskowej w Genui i Cuneo. 
W końcu 1862 z polecenia Komitetu Centralnego Narodowego objął zarząd organizacji województwa krakowskiego. Był komisarzem województwa krakowskiego. 21 stycznia 1863 przygotował nieudany wypad na Kielce. Wraz z Apolinarym Kurowskim organizował oddziały powstańcze w Ojcowie. W randze kapitana przydzielony do sztabu gen. Józefa Wysockiego. Brał udział w bitwach pod Pieskową Skałą, pod Sosnowcem, pod Radziwiłłowem. We wrześniu i październiku był sekretarzem stanu w Rządzie Narodowym. Powrócił do Warszawy, gdzie zaliczany był do przeciwników Rządu Narodowego Karola Majewskiego. Po przewrocie wrześniowym wszedł jako sekretarz stanu do nowego Rządu Narodowego. Na początku 1864 wyemigrował, kształcił się w Heidelbergu, Zurychu i Wiedniu. W 1867 powrócił do kraju i osiadł w Gorlicach, gdzie rozwinął działalność spółdzielczą i oświatową. Przez długi okres był burmistrzem miasta oraz otrzymał tytuł honorowego obywatela miasta. W 1874 przeniósł się do Lwowa, gdzie był członkiem rady miejskiej, oraz prezesem Banku Związkowego i Związku Stowarzyszeń Zarobkowych i Gospodarczych. Był także współzałożycielem i prezesem Towarzystwa Wzajemnej Pomocy Uczestników Powstania Polskiego z 1863/64 roku. W styczniu 1904 został wybrany wiceprezesem lwowskiego Towarzystwa uczestników powstania 1863. Uczestniczył w pracach organizacyjnych Stronnictwa Demokratyczno-Narodowego. Od lutego 1911 kierował Związkiem Organizacji Narodowych, a od 1913 Klubem Narodowym we Lwowie. Do śmierci był prezesem Towarzystwa „Miejskie Ochronki Chrześcijańskie”. 23 stycznia 1912 został wybrany prezesem Towarzystwa Weteranów z roku 1863 we Lwowie. Według stanu z 1914 był prezesem sekcji balneoprzemysłowej Krajowego Związku Zdrojowisk i Uzdrowisk we Lwowie.
W marcu 1920 był członkiem Komitetu dla Poparcia Fundacji im. Romana Dmowskiego. 5 sierpnia 1921 otrzymał Krzyż Komandorski z Gwiazdą Orderu Odrodzenia Polski. W 1923 otrzymał tytuł honorowego doktora prawa Uniwersytet Jana Kazimierza we Lwowie (wyróżniony wówczas w gronie siedmiu weteranów powstania styczniowego). Przemawiał na pogrzebie polskiego prawnika i posła Tadeusza Skałkowskiego.
Został pochowany na cmentarzu Łyczakowskim we Lwowie (w tym samym miejscu spoczęli jego żona Kamila z domu Lewicka, żyjąca w latach 1849-1927, oraz Stanisław Szachowski). Na cmentarzu Starym w Kielcach znajduje się jego symboliczny grób.